# Église luthérienne du Canada
L'Église luthérienne du Canada (Lutheran Church-Canada en anglais) est une dénomination chrétienne de luthéranisme au Canada. Elle est la deuxième plus grande organisation luthérienne au Canada après l'Église évangélique luthérienne au Canada. Avec cette dernière et l'association canadienne des congrégations luthériennes (Canadian Association of Lutheran Congregations), elle est l'une des trois seules dénominations luthériennes complètement canadiennes. L'Église luthérienne du Canada a été fondée en 1988 lorsque l'Église luthérienne - Synode du Missouri basée à Saint-Louis aux États-Unis a formé une Église autonome ayant son siège synodal à Winnipeg au Manitoba. L'Église luthérienne du Canada et l'Église luthérienne - Synode du Missouri n'ont pas de divisions théologiques notoires et continuent d'avoir des arrangements de partage et de coopération.